# Peter Graves

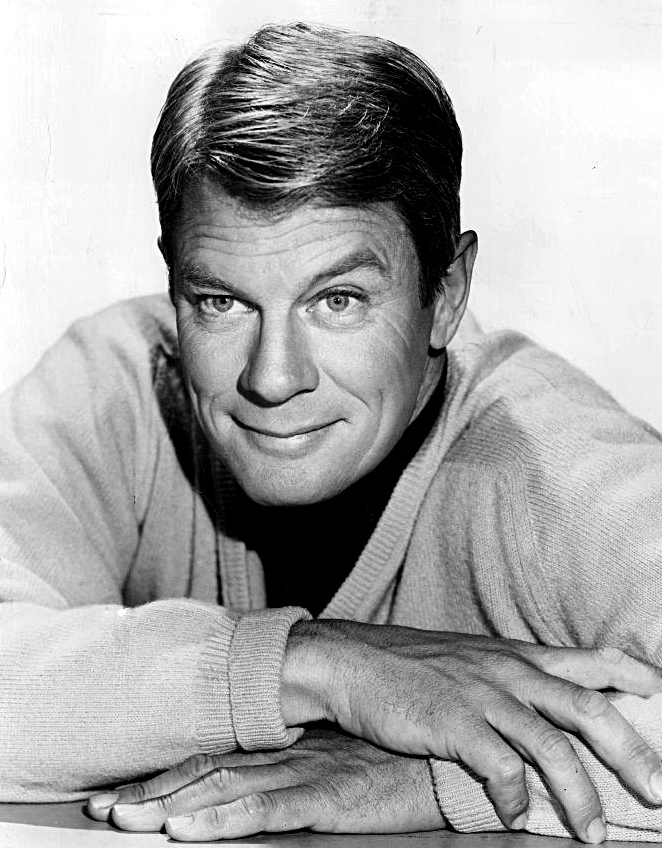
Peter Graves en 1967

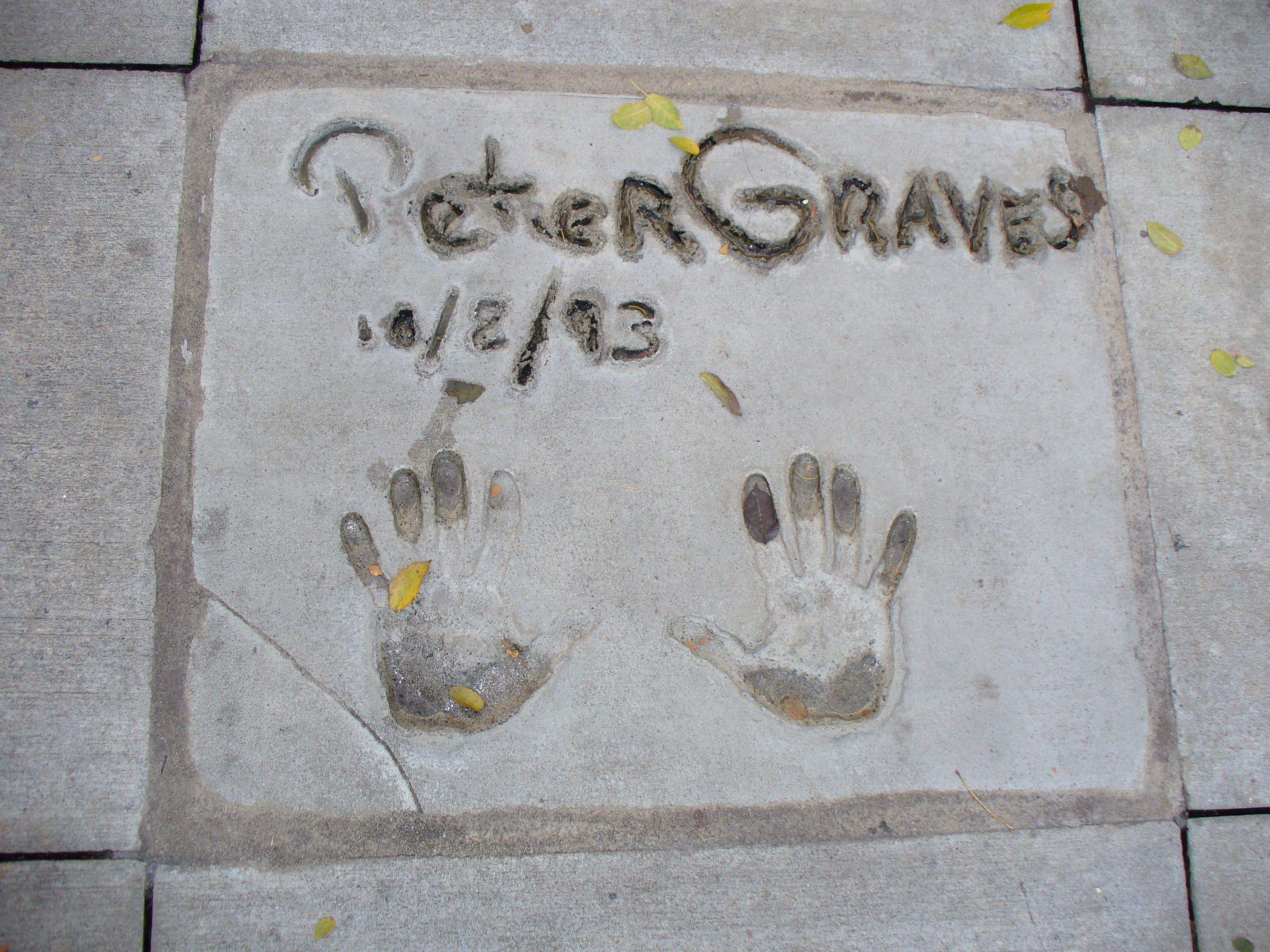
Peter Graves (huellas de sus manos)

Peter Graves (Mineápolis, Minnesota, 18 de marzo de 1926-Pacific Palisades, Los Ángeles, California, 14 de marzo de 2010), nombre artístico de Peter Duesler Aurness, fue un actor de cine y televisión estadounidense. Célebre por interpretar el papel del agente Jim Phelps en la teleserie Misión: Imposible, de 1967 a 1973, así como en la segunda versión de la serie, de 1988 a 1990.

## Fallecimiento
Graves murió el 14 de marzo de 2010, tras desmayarse fuera de su hogar en Pacific Palisades, Los Ángeles, California, poco después de haber regresado de un almuerzo dominical en compañía de su familia. Su hija intentó administrarle reanimación cardiopulmonar. Según el agente de Graves, el actor murió de un ataque cardíaco.

## Filmografía

### Cine y televisión
- Winning Your Wings (1942, papel muy corto)
- Up Front (1951)
- Fort Defiance (1951)
- The Congregation (1952)
- Red Planet Mars (1952)
- Stalag 17 (1953)
- War Paint (1953)
- East of Sumatra (1953)
- Beneath the 12-Mile Reef (1953)
- Killers from Space (1954)
- The Yellow Tomahawk (1954)
- The Raid (1954)
- Black Tuesday (1954)
- Fort Yuma (1955)
- The Long Gray Line (1955)
- Robbers' Roost (1955)
- Wichita (1955)
- The Naked Street (1955)
- The Night of the Hunter (1955)
- The Court-Martial of Billy Mitchell (1955)
- Fury (1955)
- It Conquered the World (1956)
- Hold Back the Night (1956)
- Canyon River (1956)
- Beginning of the End (1957)
- Bayou (1957)
- Death in Small Doses (1957)
- Wolf Larsen (1958)
- A Stranger in My Arms (1959)
- A Rage to Live (1965)
- Texas Across the River (1966)
- The Invaders - Temporada 1, episodio 14 - «Moonshot» (1967)
- The Ballad of Josie (1967)
- Mission: Impossible vs. the Mob (1968)
- Sergeant Ryker (1968)
- The Five Man Army (1969)
- Mission Impossible. The Western (1973)
- Where Have All The People Gone? (1974, en televisión)
- Scream of the Wolf (1974)
- Sidecar Racers (1975)
- The Mysterious Monsters (1976) (documental, narrador)
- High Seas Hijack (1978)
- The Clonus Horror (1979)
- Survival Run (1980)
- Airplane! (1980)
- The Guns and the Fury (1981)
- Savannah Smiles (1982)
- Airplane II: The Sequel (1982)
- The Winds of War (1983)
- Number One with a Bullet (1987)
- War and Remembrance (1988)
- Addams Family Values (1993)
- House on Haunted Hill (1999)
- These Old Broads (2001)
- Hombres de negro II (2002)
- Looney Tunes: Back in Action (2003)
- House 1 episodio (2005)
- Cold Case («El Gallinero», 2006, como Anton/Noa de viejo)

## Premios y nominaciones
Peter Graves ganó un Globo de Oro en 1971 por el rol de Jim Phelps en la serie Misión: Imposible. También fue candidato a los premios Emmy por su trabajo en otras temporadas de esa serie.